# Dasiops kinabalu
Dasiops kinabalu är en tvåvingeart som beskrevs av Macgowan 2005. Dasiops kinabalu ingår i släktet Dasiops och familjen stjärtflugor. Inga underarter finns listade i Catalogue of Life.